# Бердянська коса

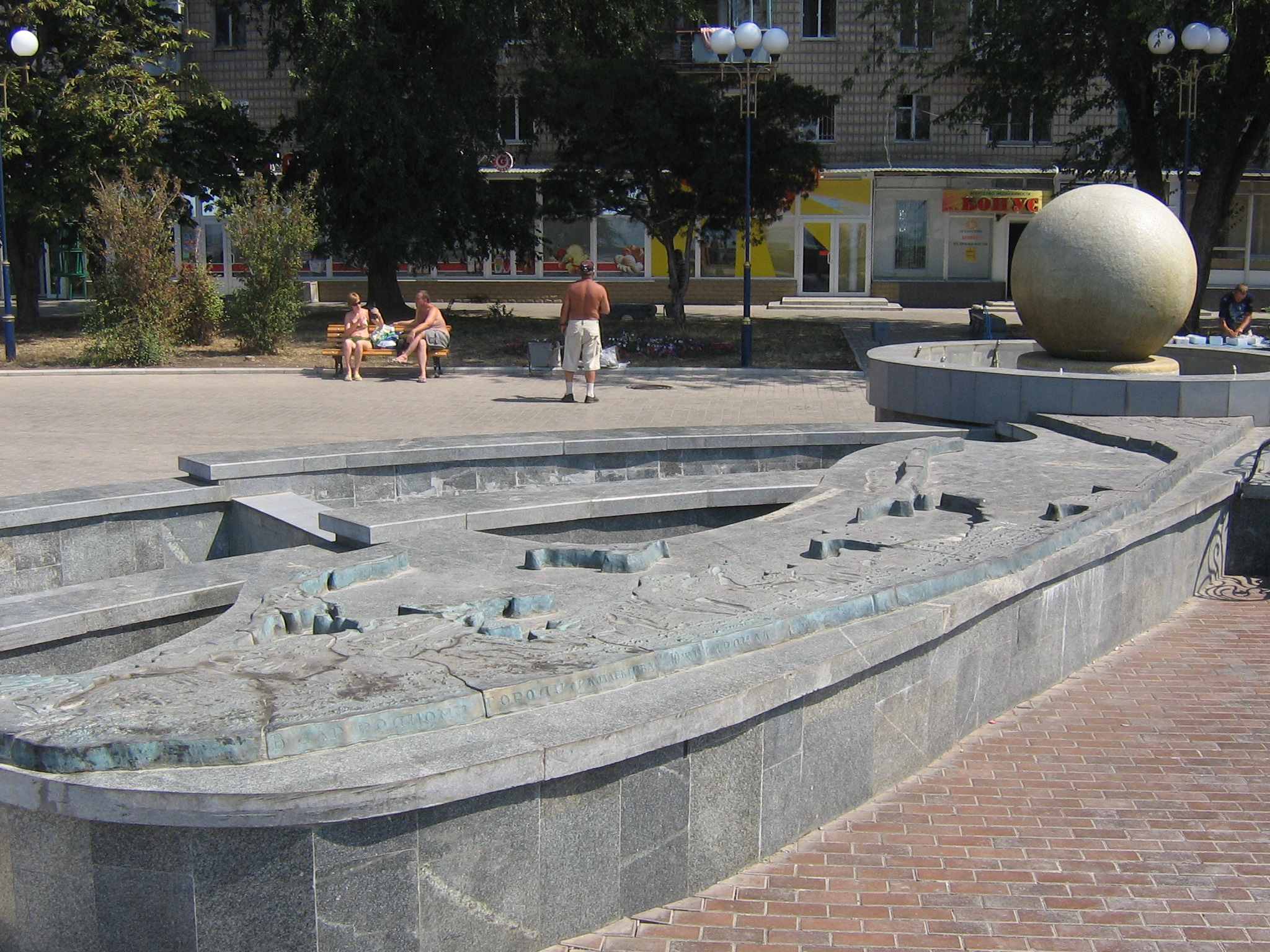
Макет Бердянської коси поблизу Приморської площі у Бердянську

Бердя́нська коса́ — коса на півночі Азовського моря, що відокремлює Бердянську затоку від моря.

## Загальні відомості
Одна з найбільших серед 27 кіс моря: її довжина — 23 км, а ширина лежить у межах від 60 метрів у середній частині до 2 кілометрів у кінці. Площа — 7 км². Своїм виникненням коса зобов'язана річці Берда, що впадає в морі на схід від її початку. Умовно її ділять на три ділянки — Ближня, Середня і Дальня. Ближня коса починається гирлом річки Берди і закінчується біля солоного лікувального Червоного озера на території Бердянського курорту. На цій ділянці розміщено шість відносно великих озер: Бердянський або Солодкий лиман, озеро Кругле і Мазанкове, Довге, Краснопере, Велике і Красне, які є джерелом лікувальних грязей. Солоність води у них коливається від 4—6 ‰ у Солодкому лимані до 130 ‰ у Довгому (майже як у Мертвому морі). В озерах Великому і Красному вона коливається від 30 до 60 ‰ взимку, та 90—130 ‰ влітку.
Сучасна екологічна ситуація на косі дуже гостра, бо вона майже повністю забудована — в основному будівлями курортно-рекреаційного призначення. На Бердянській косі розташовано 70 оздоровчих установ: 8 санаторіїв, 17 дитячих і спортивно-оздоровчих установ, 45 баз відпочинку.
Внаслідок робіт з берегоукріплення відбувається руйнація берегової лінії, зокрема з осені 2012 року озеро Красний лиман з'єдналося з морем, що призводить до безповоротної втрати грязів. Також з початку 2000-х років мис Великий Дзендзик був розмитий та перетворився на острів.
Бердянська коса входить до переліку Водно-болотних угідь України, що охороняються Рамсарською конвенцією з 23.11.1995 року.

## Історія
Найдавніші відомості про дану місцевість датуються V століттям до н. е. Територія сучасного Північного Приазов'я змальована на картах, складеним Страбоном, Плінієм Старшим і Геродотом. У той час Бердянська коса (за іншою версією, Федотова коса) носила назву «Агарський мис» (можливо, від грец. Агрія — «надлишкова, багата»). Правобережжя Берди стало російським у 1783 році, після приєднання Кримського ханства до Росії. У 1827 році біля коси було засновано місто Бердянськ, що згодом розширилося на територію коси.
Латинську назву, що, ймовірно, належала Бердянській косі, — Promontorium Agarum — отримав мис у Морі Криз на Місяці.

## Природа
Тут особливу цінність складають водно-болотяні угіддя — гирла Берди, Солодкий лиман, Дальні Макорти, острови — Великий (10 га) і Малий Дзендзик (15 га). Коса є заповідником державного значення. Загальна площа абсолютно заповідної території на кінцівці коси становить 300 га, включно з ботанічним заказником і акваторією — 5 600 га. Рослинний світ дуже різноманітний. Зустрічається більш ніж 300 видів вищих рослин, деякі занесені до Червоної Книги (осока колхидська, синеголовник приморський). Рослинний покрив представлений рослинами з потужним корінням. На захід від зони дюн характер рослинного покриву міняється, де зустрічаються переважно представники степу. Всього тут росте понад 300 видів вищих рослин.
Хоч коса досить багатолюдне місце, на її території живуть чи колись жили зайці, їжаки, куниці, лисиці, ласки, степові коти. Мешкає велика кількість птахів: куликів, лебедів, чапель, качок, сорок, чайок, бакланів, очеретянок, і ще більше їх стає під час перельотів. Острови Великий і Малий Дзендзик, малі острови архіпелагу Астапіха — слугують місцем гніздування птахів. Всього на Бердянській косі зустрічається понад 280 видів пернатих.
Іхтіофауна. У морі мешкає більш ніж 70 видів різних риб, серед яких колись білуга, осетер, севрюга, тепер камбала, піленгас, кефаль, тюлька, хамса, тараня, шемая, різні види бичків. Ще Азовське море називають морем молюсків. Це важливе джерело живлення риб. Найважливішими представниками молюсків є серцевидка, сіндесмія, мідія. У прибережних водах з'являються дельфіни.

## Транспорт
На косу прокладена автомобільна дорога з твердим покриттям. Але автомобілям заборонено паркуватися на піску — лише на спеціальних стоянках, обладнаних майже на всій довжині коси. Маршрутні таксі (влітку рейси що 5 хвилин) сполучають косу з центром. На Середній косі з боку Бердянської затоки збудована пристань. Влітку між нею і портом курсував пасажирський теплохід «Генерал Кунгурцев».

## Галерея

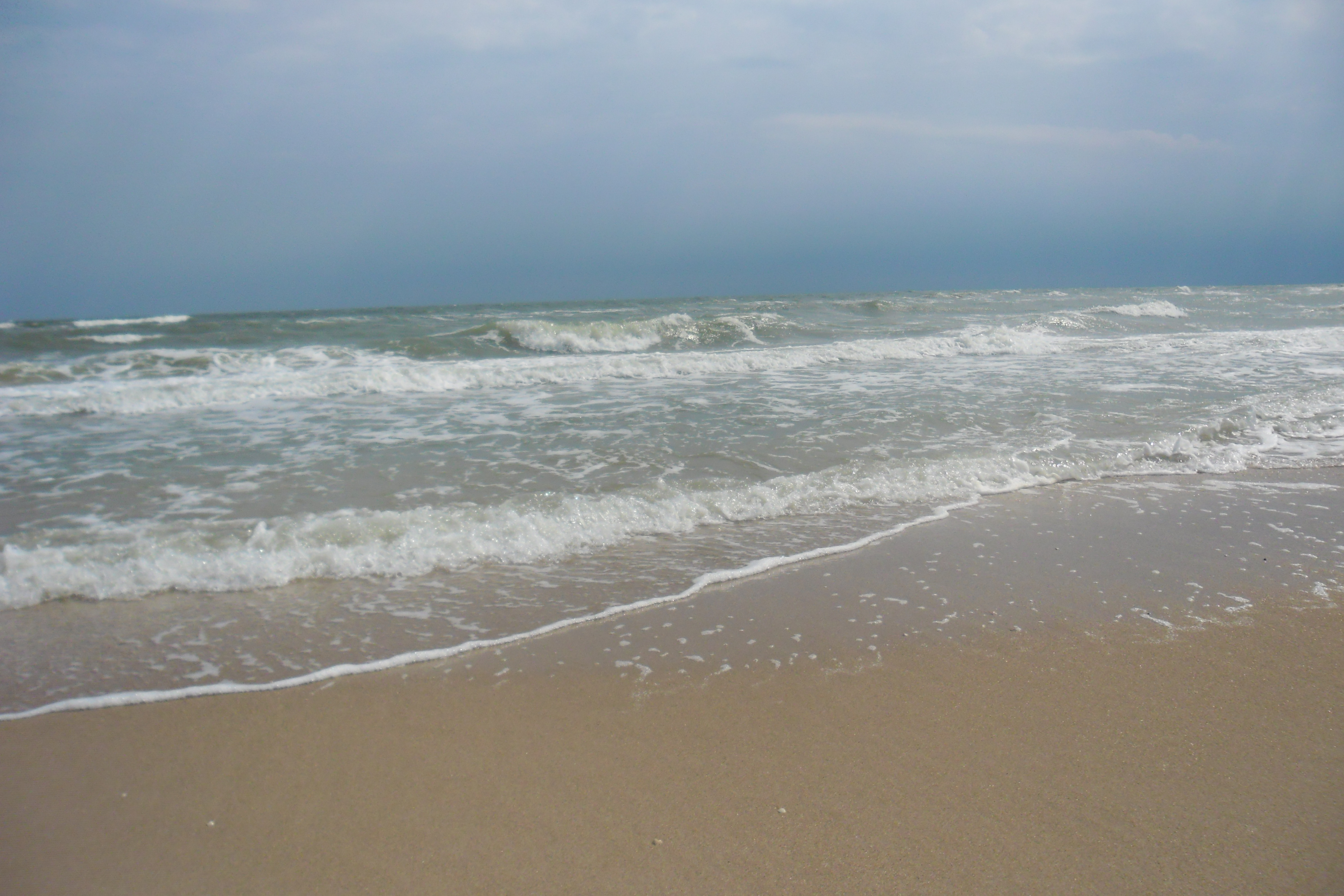
Море штормить. Бердянська коса.
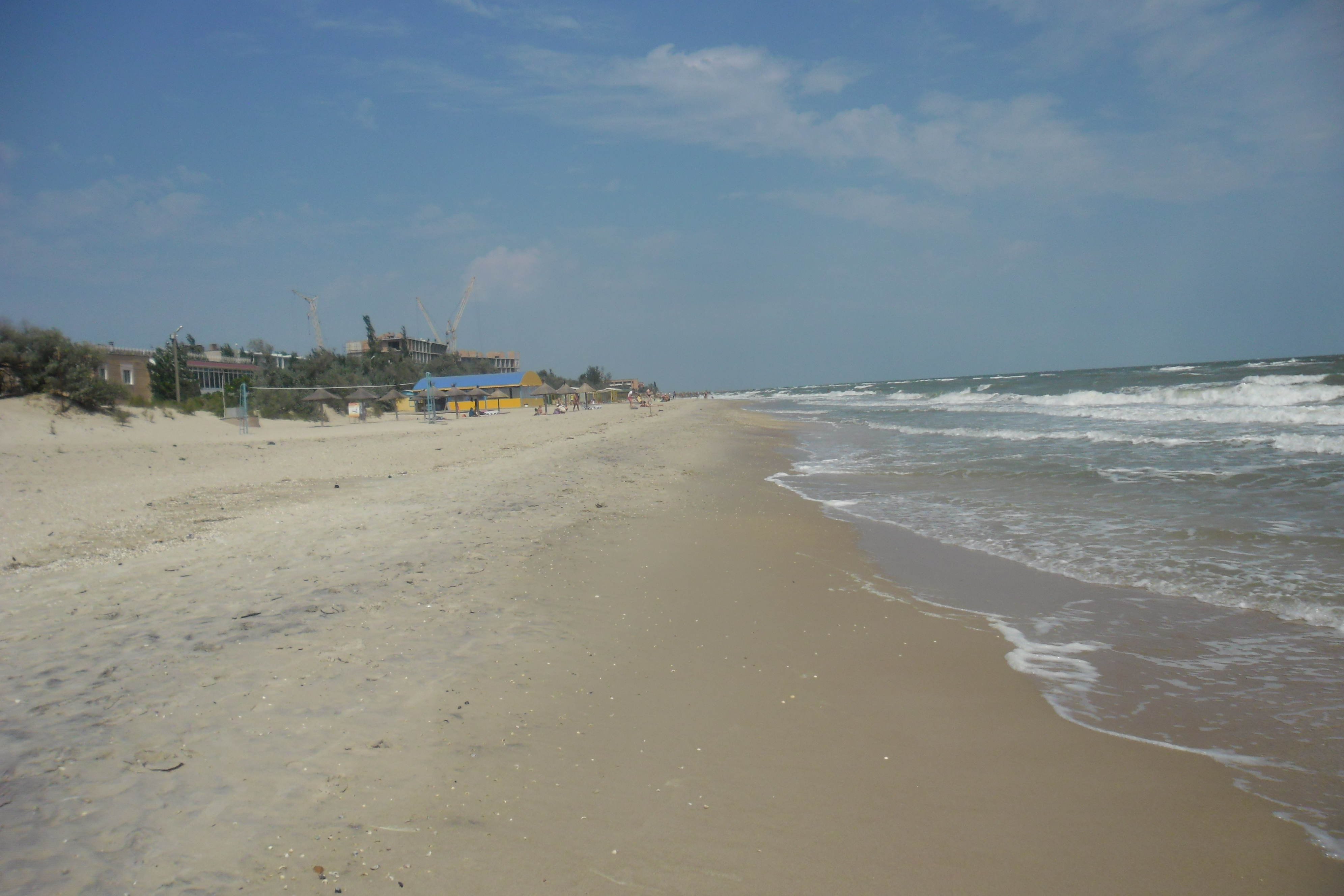
Фрагмент пляжу на дальній частині коси. 2015 р.
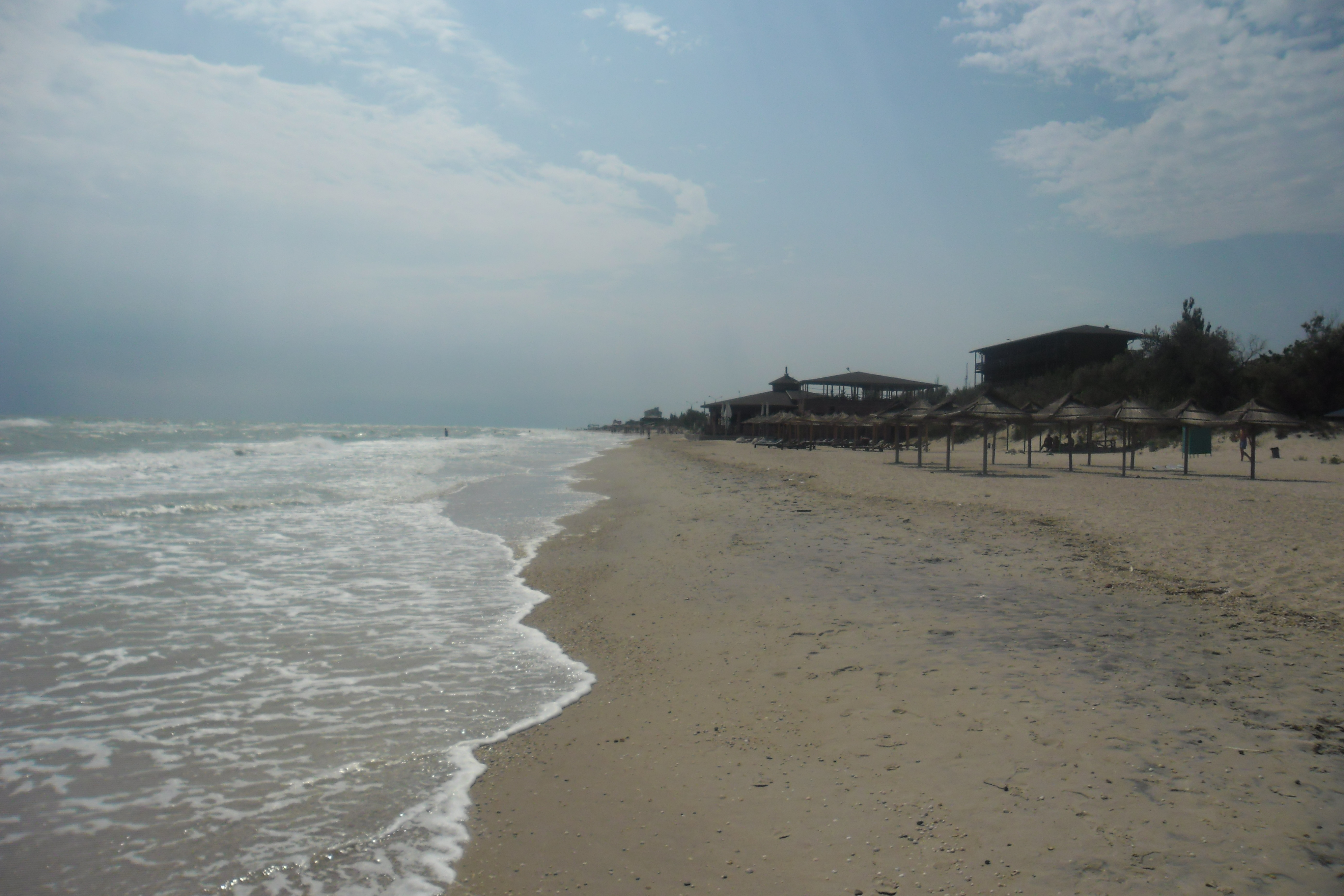
Фрагмент пляжу на дальній частині коси. 2015 р.
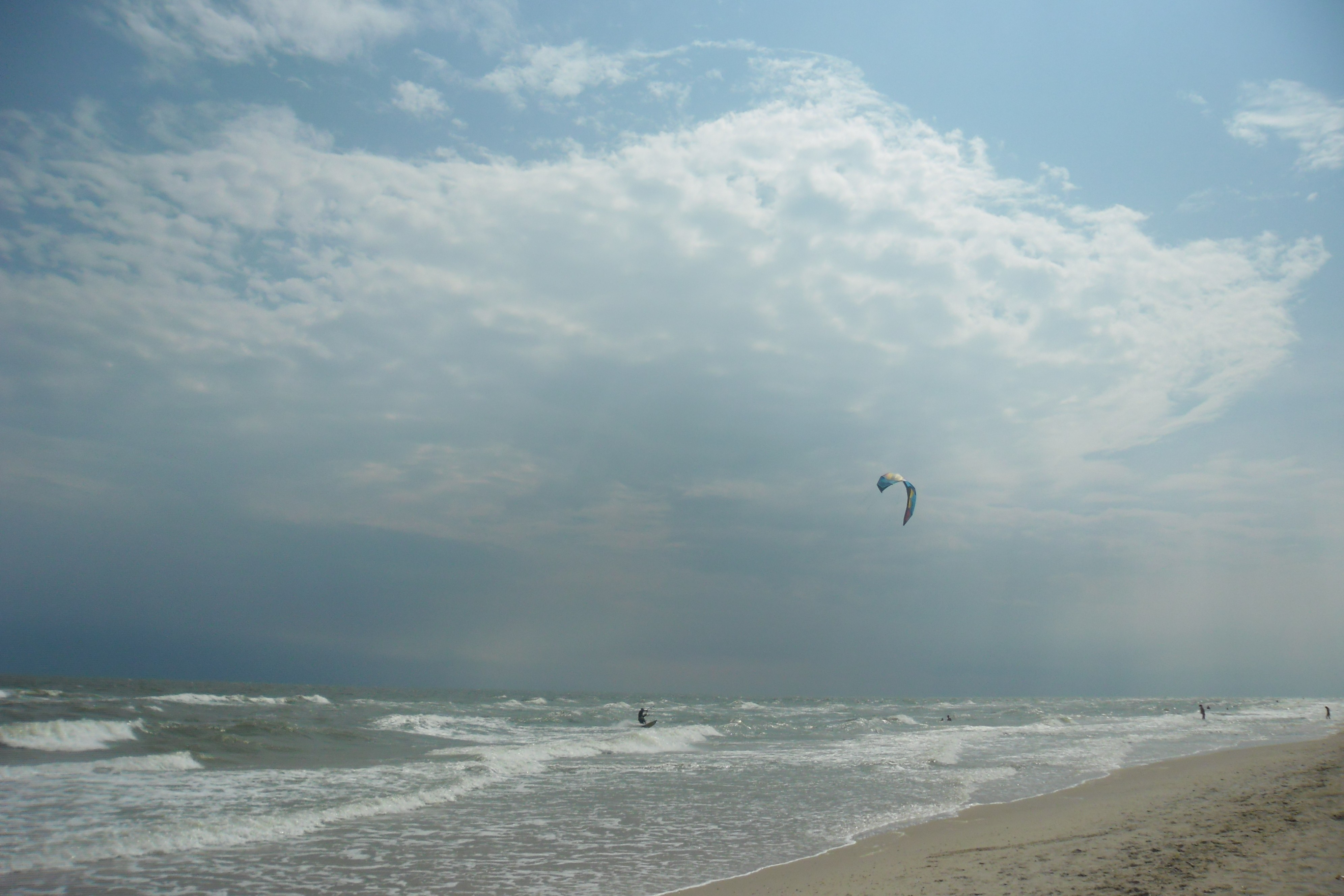
Кайтсерфінг на Бердянській косі. 2015 р.
Маяк.Бердянська коса. 2019 р.
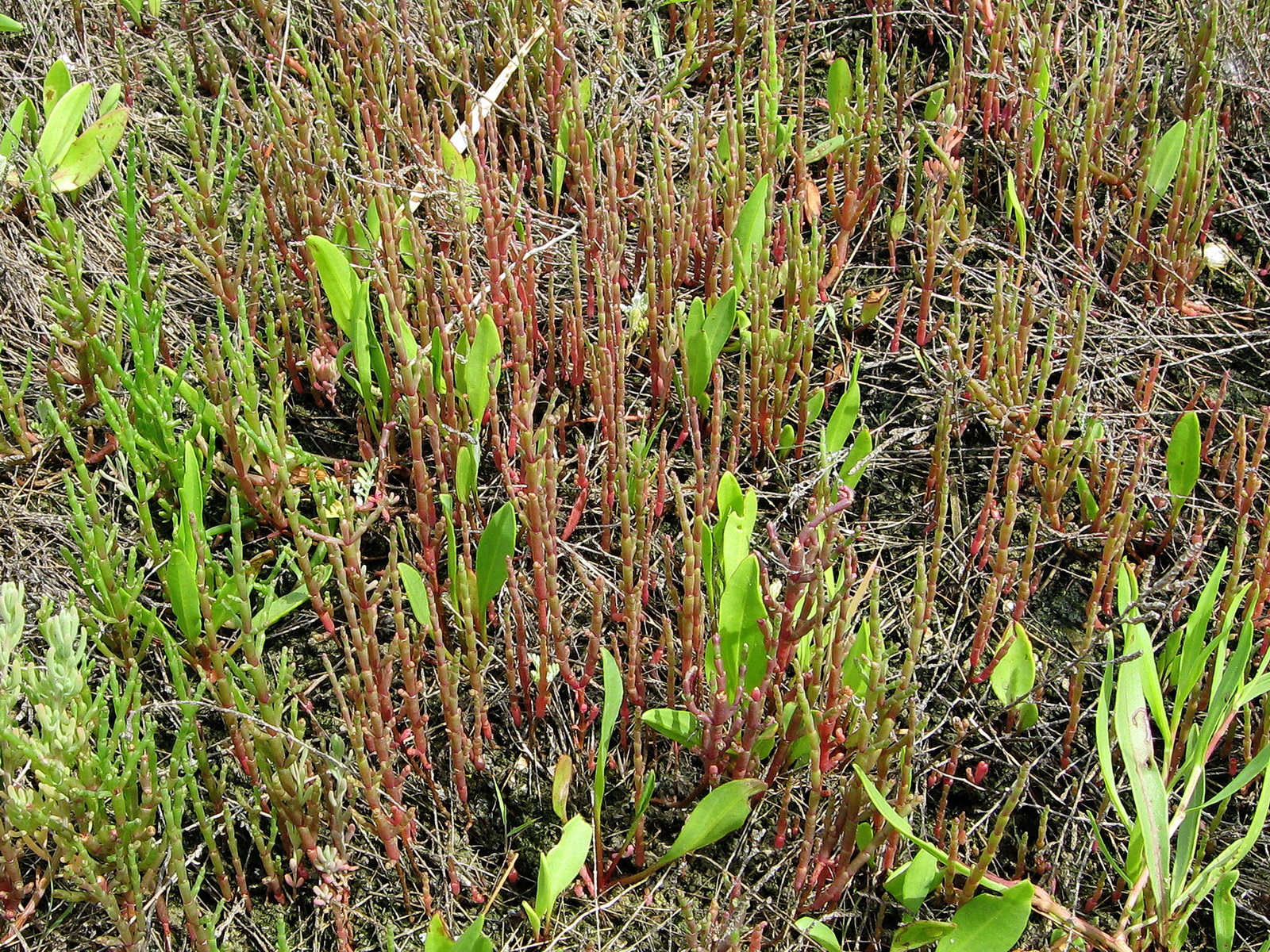
Солонець солончаковий
Бердянська коса. Пам'ятник рибакам м. Бердянськ, які загинули у Німецько-Радянській війні 1941-1945 рр.